# 太王镇
太王镇，是中华人民共和国吉林省通化市集安市下辖的一个乡镇级行政单位。

## 行政区划
太王镇下辖以下地区：
富源社区、春阳社区、上解放村、高台子村、阳岔村、大荒沟村、六叶村、双安村、新红村和大青沟村。